# Марк Клавдій Марцелл (консул 183 року до н. е.)
Марк Клавдій Марцелл (лат. Marcus Claudius Marcellus; 225 до н. е. — 169 до н. е.) — політичний та військовий діяч Римської республіки.

## Життєпис
Походив з плебейської гілки роду Клавдіїв. Син Марка Клавдія Марцелла, курульного еділа 216 року до н. е. У 185 році до н. е. стає претором. У 183 році до н. е. обирається консулом (разом з Квінтом Фабієм Лабеоном). Отримав як провінцію Лігурію. Наказав галлам не будувати нове місто у північній Італії. Цю вимогу галли виконали, але Марцелл їх підступно захопив й пограбував. Останні надали скаргу на дії Марцелла до сенату. Той наказав повернути галлам майно, але й надав припис галлав піти за Альпи.
Повноваження Марцелла були подовжені й на 182 рік до н. е. У 182–181 роках він проводив політику з приборкання та втихомирення Цизальпійської Галлії та Лігурії.
У 173 році до н. е. сенат спрямував Марцелла до Греції. Тут, у Дельфах, він займався суперечками всередині Етолійського союзу. У Коринфі він зібрав збори Ахейського союзу, де заклика боротися з Персеєм Македонським.